# Martin P-5 Marlin
Il Martin P5M Marlin, ridesignato P-5 Marlin dopo il 1962, era un idropattugliatore marittimo a scafo centrale, bimotore ad ala alta, prodotto dall'azienda statunitense Glenn L. Martin Company negli anni cinquanta.

## Storia

### Sviluppo
Il progetto Marlin venne sviluppato per sostituire il precedente PBM Mariner migliorando complessivamente alcune caratteristiche del precedente modello. Il Marlin differiva infatti per l'introduzione di alcune migliorie tra le quali un impianto motore più potente, uno scafo di nuovo disegno, più aerodinamico, dalla diversa conformazione in coda e l'adozione di un diverso impennaggio, monoderiva, in luogo del bideriva che caratterizzava il Mariner.

### Impiego operativo

#### Vietnam
L'ultimo impiego operativo degli idrovolanti nella United States Navy furono le missioni di pattugliamento marittimo (Market Time) effettuate dal VP-40. Le operazioni, iniziate nel febbraio 1965, avevano il fine di individuare le piccole imbarcazioni che trasportavano le forniture provenienti da Vietnam del Nord alle unità di Viet Cong nel Sud del Vietnam. La VP-40 operava da appositi tender pattugliando dal largo del delta del Mekong tra Phú Quốc e Vũng Tàu. L'ultimo P5M della U.S. Navy, ridesignato SP-5B, raggiunse in volo la NAS Patuxent River, nel Maryland, il 12 luglio 1968 per essere rimessato provvisoriamente prima della realizzazione dell'area espositiva prevista allo Smithsonian Institution a Washington, DC. A seguito poi dell'impossibilità della costruzione allo Smithsonian venne destinato al National Museum of Naval Aviation presso la NAS Pensacola, in Florida dov'è tuttora in esposizione.

#### U.S. Coast Guard
Furono 11 gli esemplari di Marlin realizzati per l'U.S. Coast Guard, 7 nella versione P5M-1G e 4 nella P5M-2G. Destinati a missioni di ricerca e soccorso ci si rese conto che erano eccedenti in numero rispetto alle esigenze di servizio per cui, dato i costi di gestione ingiustificati, vennero successivamente trasferiti all'U.S. Navy che, ridesignati TP-5AS, vennero utilizzati come addestratori dato che non erano provvisti di armamento.

#### Marine nationale
Nel 1959, la francese Marine nationale acquisì 10 Marlin ex U.S. Navy in affitto per sostituire la propria flotta di Short Sunderland dell'Aviation navale nel servizio di pattugliamento marittimo. Basati a Dakar, in Senegal, rimasero operativi per 5 anni prima di essere restituiti agli Stati Uniti d'America.

## Descrizione tecnica
Il Marlin era un idrovolante bimotore dall'impostazione classica per quella tipologia di velivoli di grande dimensione, a scafo centrale con galleggianti equilibratori fissi posti sotto le ali ed impennaggio classico monoderiva.

## Utilizzatori
Francia
- Aviation navale

 Stati Uniti
- United States Coast Guard
- United States Navy

## Velivoli comparabili
Giappone
- ShinMaywa PS-1

 Regno Unito
- Short S.25 Sunderland

 Unione Sovietica
- Beriev Be-12